# Pselliophora fasciipennis
Pselliophora fasciipennis är en tvåvingeart som beskrevs av Günther Enderlein 1921. Pselliophora fasciipennis ingår i släktet Pselliophora och familjen storharkrankar. Inga underarter finns listade i Catalogue of Life.